# Internacional de Barinas
Club Deportivo Internacional de Barinas, früherer Name CD Hermanos Colmenárez, ist ein venezolanischer Fußballverein aus Barinas. Das Team wird auch Alados oder Los Guerreros del Poblado genannt.

## Geschichte
Der Verein wurde im Mai 2016 auf Initiative der portugiesisch-madeirischen Gemeinschaft in der Stadt Cabudare unter dem Namen Club Deportivo Hermanos Colmenárez gegründet. Anschließend stieg er in die Tercera und später in die Segunda División auf. Dort gelang ihm mit sechs Siegen, zwei Unentschieden und zwei Niederlagen der zweite Platz in der Grupo Occidental, der für das Halbfinale berechtigte. Das Team gewann gegen den Tabellenersten der Grupo Centro Oriental Llaneros de Guanare und schaffte so den ersten Aufstieg in die Primera División. Im Finale krönte sich Hermanos Colmenárez durch ein Tor von Víctor Arboleda zum Zweitligameister.
Im Dezember 2023 gab der Verein bekannt, in der neuen Saison seinen Namen in Internacional de Barinas und entsprechend auch das Logo zu ändern. In der Saison 2024 stieg der Verein als Tabellenletzter aus der Primera División ab.

## Erfolge
- Venezolanischer Zweitligameister: 2020

## Stadion
Inter de Barinas trägt seine Heimspiele im 1977 erbauten Estadio Agustín Tovar aus, das eine Kapazität von 29.800 Zuschauern hat.